# 张大力 (艺术家)
张大力（1963年—），黑龙江人，现居住于北京，中华人民共和国现代涂鸦艺术家。
他在中央工艺美术学院受训，1987年毕业。毕业后，学习结束后，他以自由艺术家的身份搬到圆明园（1987-1989），并开始在独立展览中展示他的作品。他在意大利度过了1990-1995年，在那里他接触到了涂鸦艺术。他是整个20世纪90年代北京唯一的涂鸦艺术家。他的作品融合了绘画、雕塑、摄影和装置等多种技术。在他40年的职业生涯中，他的作品在全世界300多个展览中展出。

## 传记
从1995年到1998年，他在北京各地的建筑物上由城市当局所画意为准备拆除的“拆”字旁喷涂了2000多个自己秃顶的巨大轮廓。这些图像的出现成为1998北京媒体辩论的主题。
在包括纽约现代艺术博物馆（MoMA）、纽约城的国际摄影中心、法兰西的阿尔节比赛（2010年）、上海的18画廊、巴黎的马格达·达尼斯画廊、北京的四合院画廊、伦敦的当代艺术学院、奥斯陆的艺术家的房子、2006年韩国的光州双年展和北京的北京美术的很多展览上，他都已经国际性地展示了作品。他是北京的北京美术、亚特兰大的Kiang画廊、纽约城的Klein Sun画廊和东京的基地画廊的代表。
近年来，他的作品在大型回顾展上展出，如在2015年武汉联合艺术博物馆 的存檔，存档日期2021-12-02.的《从现实到极端现实》、2017年海牙的贝尔登·安·泽博物馆的《身体和灵魂》、2018年博洛尼亚的法瓦宫的《变形》。

## 主要工作

### 人类世界红、黑、白系列
这些红、黑、白三色的画作是用油画颜料完成的，这是西方艺术的典型，但在垂直的纸上，尺寸和形状是中国传统卷轴画的典型。主题是具象的，可以识别出精确的元素，但同时又不现实。它似乎代表着一个梦想，一种精神渴望，一种自然世界与人类世界的和谐。清晰的线条和颜色的选择是指平面艺术，这也是张大力在该学院课程的重要组成部分。

这一系列的纸上油画代表了张大力大学的最后几年（1986-1987），以及他在东西方艺术之间寻找交感的过程。张大力已经决定要成为一名“当代艺术家”，而不是一名中国传统绘画艺术家。他在北京中央美术学院接受的教育包括对欧洲和中国古典艺术的研究，以及对二十世纪最有影响力的西方艺术运动的研究，从包豪斯到波普艺术。
“正式地说，我深受吴冠中的影响。我第一次看到吴冠中的画时感到震惊，他用红色画绿色的树。我们都感到震惊，认为他是色盲。我们告诉他这棵树是绿色的，他回答：“这棵树是绿色的，但我们不能用其他颜色来画它吗？你应该用能表达你内心最深处感受的颜色来画。”就在那时，我意识到，对自然环境风景和物体的描绘不一定要符合它们的实际形式，而是可以指代我内心的情感。”
张大力在亞洲藝術文獻庫的对话中，1980年至1990年的当代中国艺术，2000年

### 对话与拆除
张大力与涂鸦的接触最早发生在欧洲。1989年至1995年，当他住在博洛尼亚时，涂鸦艺术作为艺术家与城市景观中移动的人们之间的对话方式呈现出来。他的第一幅涂鸦画在博洛尼亚和其他欧洲城市：维也纳，卢布尔雅那，柏林。1995年回到中国后，他目睹了拆除旧胡同和社区、强迫居民搬迁以及说服公民相信“现代化”是好的和必要的宣传。然后，他开始在夜间在街上闲逛，骑着自行车，拿着喷雾罐，在墙上留下一个头部轮廓和他标志性的AK-47和18K。

在一个将持续十年的项目中，张大力不仅与城市居民建立了对话，还就现代化的合法性、历史文化遗产的成本以及身心痛苦的代价提出了问题。他的涂鸦是城市现代化的意义、模式和结局的公众辩论中的一场大火。通过涂鸦，张大力在中国乃至全世界成为了知名的知识分子。
“城市扩张及其模糊的蔓延让我们充满了兴奋、不安和不安。城市的每一个角落都是一片混乱。成堆的垃圾堆在垃圾堆里，人们在垃圾堆里吃、拉、睡。孩子们在垃圾堆里寻找玩具。河水呈墨黑色，臭气熏天，塑料袋挂在树上在草地上玩抓球游戏，像被砍断的头和手一样在微风中点头和挥舞。穿着熨烫西装的男人进入豪华酒店的大门，而肮脏的河流则从酒店的后部流淌。"
张大力，《拆除——继续对话》，1998年2月，张大力， 武汉联合艺术博物馆 的存檔，存档日期2021-12-02. 2015年

### AK-47
AK-47是米哈伊尔·卡拉什尼科夫设计的一种自动步枪的名字，AK（Avtomat Kalashnikova）的缩写源于他的名字，1947年在苏联首次生产。在世界各地，AK-47这个名字已经成为战争、叛乱和帮派犯罪的象征。张大力在90年代开始在他的涂鸦中使用这个标签，作为快速城市化进程中渗透的暴力的同义词。
从2000年开始，他开始创作一系列以“AK-47”色度对比为基础的肖像画。这些画是乙烯基丙烯酸树脂的，乙烯基是一种广泛用于广告牌的材料，在那个些年，这一特征已成为北京城市景观的一个组成部分。这些面孔是从张大力在一堆废弃的摄影棚档案中发现的肖像照片复制而来的，这些照片在跳蚤市场大量出售。首字母缩略词不是画在脸上的，而是用来描绘脸本身：暴力不是“针对”人的，它正是构成人的材料，不是一层可洗的涂层，而是他们存在的组成部分和连接组织。

### 口号
这是从汉字的重复和色差对比中产生的一系列肖像，类似于“AK-47”，但现在属于口号。在2008年北京奥运会的前一年，首都被巨大的横幅和政府宣传口号牌所入侵。尽管这一特征一直是中国城乡景观的一部分，以至于路人的眼睛看不见，但在2008年，它们的存在如此普遍，让张大力思考它们的意义和植入人们头脑中的微妙信息。
“2000年，我开始创作AK-47系列。当时我以为我是在表达人们因不平等而在社会中遭受的暴力。这一系列口号是AK-47系列的延续，也是我观察我们周围社会的结果。我们的时代充满了戏剧性的事件和快速的变化，主要是在街道和狭窄小巷的口号无处不在，而且不断变化。这些口号是取自政府文件的标准句子，这些文件已经占据了我们的公共空间。他们的目的是教育我们，告诉我们，我们必须像一位家长对一名小学生说话一样行事——就像人们的父母对他们未成年的孩子说教一样。”
张大力，口号艺术家声明，2008年

### 中国子孙
张大力将人体作为一个时代的集体藏品，在这一系列雕塑中继续进行研究，这些雕塑由农民工用玻璃纤维铸造而成。从2004年到2010年，他复刻了进城务工农民的身体；它们成为城市化历史上一个特定时期的文件，也成为一次比例难以想象的移民。从第一次展览开始，这些雕塑就被倒挂起来，以表达这些人对自己生活缺乏控制。“中国子孙”这个名字要求我们反思一个失去了过去智者和英雄价值观的民族的现状，一个沦为亚人类状态的民族，一个他们无法控制的机器上的齿轮，缺乏理想，没有超越日常生活的目标。

### 第二次历史
《第二次历史》是在2004年至2011年的七年时间里创造的。张大立提出了关于新技术对视觉大众文化的影响以及作为一种行使权力的形式的问题。在对图像处理历史的研究中，他收集了20世纪50年代至80年代的数千本插图书籍、杂志和报纸。他查阅了一些最知名的国家出版社的档案，在那里他比较了当年出版的负面电影和图片。
这项工作由张大力经过七年的研究和编目后创建的档案组成。它由133块面板组成，每一块都比较不同操作和/或原始底片发布的图像。图像处理诞生于摄影本身。世界各地的图像被操纵，在中国这样的做法自人民共和国以来特别普及，并暴露在这项工作中的政治和美学意义。

### 世界的阴影
蓝晒法是一种照相术，一种不用相机拍摄的照片。它由约翰·赫歇尔于1842年发明，并很快被放弃，转而采用其他更复杂的摄影技术。蓝晒法的特点吸引了张大力，原因有二：它不能被改变或操纵；它在特定的瞬间捕捉图像，无法复制。物体和它的影子构成了一对内在的束缚，而且只在一个精确的瞬间。张大力已经对大尺寸的蓝晒法类型进行了实验，实验对象包括自然景观、植被和人体。这是艺术家仍在扩展和结合其他材料的技术之一。
“阴影非常有趣，在形式上有很大的不同。除了阴影证明物质物体存在的能力外，阴影还具有自身的内在价值和存在，不仅作为物质世界的复制品，而且作为一种“反物质”标记物质对象在太阳下占据的空间。
“物质世界塑造并控制着我们的神经系统，会让我们感到焦虑和不安。当我们保持冷静和安静时，我们意识到我们所控制的世界只是宇宙的一小部分，当然不是整个世界。我记录的阴影只存在很短的时间，但通过照相技术我捕捉到了它们，因此它们可以在我们的眼前和凝视下存在更长的时间。”
张大力，世界的阴影，艺术家的声明，2011

### 永久性
2015年和2016年创作的这些白色大理石雕塑（“汉白玉”）代表了一个新阶段，研究和阐述了人体作为社会及其主导意识形态代表的相关性。在公众面前，普通人、外来务工者的身体是由大理石制成的古典雕像，这种材料与过去的神灵和英雄有关。
在这种新的形式中，他们从无常到永恒，同时脱离了无知和痛苦的日常现实。张大力捕捉到了每个人生命中呈现的永恒火花。它不是授予皇室和贵族的封地，崇高存在于每个人身上，并将身体变成纪念碑。

## 展览史

### 个展
2019
- 《狂热的张大力》，意大利博洛尼亚

2018
- 《变形》，法瓦宫，意大利博洛尼亚
- 《张大力的AK-47》，意大利博洛尼亚波吉亚勒圣乔治艺术城
- 《不朽的自然》，北京艺门，北京，中国
- 《在城市旁边！在城市旁边！》，合肥金融港，中国合肥

2017
- 《身体与灵魂》，比尔登·安·泽，荷兰海牙

2016
- 《永恒与无常——张大力新作》，北京民生美术馆，北京，中国

2015
- 《张大力——世界的影子》，昆斯特韦林酒店，路德维斯堡，德国
- 《第二次历史》，阿根廷布宜诺斯艾利斯当代艺术博物馆
- 《天空下》，中国香港北京艺门
- 《从现实到极端现实——张大力回顾研究展》，联合美术馆，武汉，中国

2014
- 《广场》，纽约州纽约Klein Sun画廊[3]
- 《广场》，中国成都K空间
- 《张大力永久性展览》，比利时布鲁塞尔秋季画廊

2013
- 《第二次历史》，鲁迅美术学院博物馆，中国沈阳

2012
- 《张大力回顾展》，纽约州纽约Klein Sun画廊[3]

2011
- 《世界的阴影》中国北京北京艺门
- 《拆除：第二次历史》，康涅狄格州新伦敦康涅狄格学院Charles Shain图书馆
- 《新口号》，纽约州纽约Klein Sun画廊[3]

2010
- 《极端现实》，坦克阁楼，中国重庆重庆当代艺术中心
- 《张大力：第二次历史》，中国广州广东美术馆
- 《张大力个人秀》，马格达·达尼斯/ Bund，中国上海18画廊

2009
- 《渗透：张大力作品（1995-2008）》，中国深圳何香凝美术馆
- 《新中国的禁梦》，意大利都灵英格兰宫殿

2008
- 《口号》，Kiang Gallery, 乔治亚州亚特兰大
- 《自由之路》，中国北京红星画廊

2007
- 《中国子孙》，纽约州纽约中国当代画廊

2006
- 《张大力：新中国摄影中的形象与修改》，明尼苏达州圣保罗马卡莱斯特学院华勒斯美术中心
- 《第二次历史》，乔治亚州亚特兰大乔治亚理工学院费斯特艺术中心
- 《张大力：第二次历史》，伊利诺伊州芝加哥沃尔什画廊

2005
- 《升华》，中国北京北京公社画廊
- 《张大力新作》，联合王国伦敦中国当代画廊

2003
- 《AK-47》，意大利威尼斯渡轮画廊
- 《AK-47》，意大利米兰加里波第画廊

2002
- 《北京的脸》，日本东京基础画廊
- 《标题》，联合王国伦敦中国当代画廊

2000
- 《AK-47》，中国北京庭院画廊

1999
- 《对话》，联合王国伦敦中国当代画廊
- 《对话与拆迁》，中国北京庭院画廊

1994
- 《革命与暴力》，意大利博洛尼亚画廊隧道5

1993
- 《张大力：墨水画》，意大利博洛尼亚画廊隧道5

1989
- 《张大力水墨画展》，中国北京中央美术学院博物馆

### 精选团体展览
2020
- 《绘画的逻辑》，石家庄美术馆，石家庄，中国
- 《四维风景》，中国成都K画廊
- 《呼吸暂停》，NL博物馆（在线展览），北京，中国

2019
- 《新艺术史》，摩卡，银川，中国
- 中国成都当代影像博物馆金熊猫摄影奖
- 《红色时代的童话》，澳大利亚墨尔本维多利亚国家美术馆
- 诺达尔2019，德国比德尔斯多夫昆斯特沃克·卡尔什特
- 深圳国际沙滩雕塑节，中国深圳金沙滩
- 《时间的泡沫轮廓》，上海城市规划展览中心，上海，中国
- 第八届大理国际摄影博览会，大理，中国
- 《涂鸦自由的散文》，中国美术馆，北京，中国
- 《中国摄影180年》，中国银川市摩卡区
- 《思想的对峙》，安仁双年展，安仁，中国

2018
- 2018年诺德艺术展，德国布埃德尔斯多夫昆斯沃克·卡尔舒尔
- 《街头艺术》，艺术科学博物馆，新加坡
- 《该死的一代：后毛泽东时代的中国艺术》，伊桑·科恩画廊，纽约，美国
- 《旅行者：走进未知》，日本大阪国家艺术博物馆
- 《四面楚歌——社会视野中的另一种干预》，四川美术学院博物馆，重庆，中国
- 《18年赫布斯沙龙——布鲁肯·弗雷姆德·弗吕塞》，德国马格德堡MDR电视台

2017
- 《街头世代40年的城市艺术》，法国里尔公共条件
- 《致力于历史。中国摄影与文化大革命》，德国柏林国家博物馆

2016
- 《大胆——当代艺术家畅所欲言》，丹佛艺术博物馆，丹佛，美国
- 《乌托邦异端》，乌镇丝绸厂，乌镇，中国
- 《主观现实》，佘山摩卡，上海，中国
- 《关于展览的展览——展示20世纪90年代的当代艺术》，中国北京奥特艺术学院
- 《街头艺术——全球视野》，中国北京CAFA艺术博物馆
- 《釜山双年展》，釜山美术馆，釜山，韩国
- 《邪恶的身体》，白兔画廊，悉尼，澳大利亚
- 《永磁》，1X3画廊，北京，中国
- 《历史代码——稀缺性与供给》，中国南京
- 《中国景观：从乡村到城市》，意大利米兰间距

2015
- 《社区植入计划》，成都锦江博物馆，成都，中国
- 《观念突变——中德概念艺术比较研究展》，联合博物馆，武汉，中国
- 《形象的坚持》，中国广州红砖厂艺术区
- 《艺术园》，艺术北京，中国农业展览中心，北京，中国
- 《摄影月》，日本艺术与技术博物馆，波兰克拉科夫
- 《去建设中国》，亚洲协会，美国纽约
- 《我们在一起》，中国成都太古广场
- 《民权》，北京民生美术馆，北京，中国
- 《从颗粒到像素——中国摄影的故事》，上海摄影中心，上海，中国
- 《天堂婊子》，白兔画廊，悉尼，澳大利亚
- 《中国摄影——二十世纪及其后》三影摄影艺术中心，北京，中国
- 《新王朝——在中国创造》，丹麦阿罗斯艺术博物馆，丹麦阿胡斯
- 《宣传！》，布鲁克林博物馆，纽约，美国

2014
- 荷兰鹿特丹博吉曼斯·范比尼根博物馆《德赫斯·佐默斯中国当代艺术收藏》
- 《中国当代摄影》，中国上海民生博物馆
- 《西说东说——中国当代艺术研究展》，联合博物馆，武汉，中国
- 《中国当代摄影》，艺术科学博物馆和新加坡摄影节，新加坡
- 《后媒体时代的摄影》，连州摄影节，连州，中国

2013年
- 《滚蛋2》，荷兰格罗宁根格罗宁根博物馆
- 《看不见的声音：中国独立艺术1797/今天》，意大利威尼斯北兵工厂
- 《事物的本质》，中国上海马格达·达尼斯画廊
- 《火锅：当代中国艺术的一种品味》，佛蒙特州布拉特尔博罗布拉特尔博罗博物馆和艺术中心
- 《再墨：2000-2012年当代水墨画邀请展》，中国湖北武汉湖北艺术博物馆；中国北京今日美术馆
- 《个人成长——当代艺术的动力》，中国天津天津艺术博物馆
- 《化身》，法兰西昂热昂热的佩·德拉卢瓦尔孔子学院
- 《光环与后光环》，首届北京摄影双年展，中国北京中国千年纪念碑
- 《世界的阴影》，2013年金边照片，柬埔寨金边金边皇家大学
- 《景观重建——中国当代艺术》，MODEM, 匈牙利德布雷岑
- 《景观重建》，布达佩斯艺术博物馆，布达佩斯，匈牙利
- 《中国摄影》，巴黎画廊，北京，布鲁塞尔，比利时
- 《一平方米——形势》，琳达画廊，北京，中国
- 《善后》，美国路易斯维尔21c博物馆

2012年
- 《预兆2012——中国新艺术》，中国上海上海美术馆
- 《夷为平地》，中国北京北京美术
- 《伪装：在Photoshop之前操纵摄影》，纽约州纽约大都会博物馆
- 《看不见的》，中国广州广东艺术博物馆第四届广州三年展
- 《双重身体：当代雕塑中的人物》，密歇根州大急流城梅耶尔花园和雕塑公园

2011年
- 《从地平线开始：1978年以来的中国当代雕塑》，中国北京寺上美术馆
- 《关系：当代中国艺术》，中国北京今日美术馆；中国广州广东艺术博物馆
- 《2011年新摄影展》，纽约州纽约现代艺术博物馆
- 《演讲的重要性》，意大利威尼斯第54届威尼斯双年展国际艺术展
- 《来自内部的场景：来自中国的当代艺术》，布莱克布里奇大厅画廊, 乔治亚州米利奇维尔乔治亚学院
- 《黑白》，中国北京零艺术博物馆
- 《建筑物的生与死》，新泽西州普林斯顿普林斯顿大学艺术博物馆
- 《关系》，中国广州广东艺术博物馆
- 《自拍照》，韩国昌原城山美术馆昌原亚洲艺术节
- 《进化的艺术》，中国北京清华大学艺术与设计学院

2010年
- 《世界是真实的吗？》，中国连州第6届连州国际摄影节
- 《原版：雕塑摄影，1839年至今》，纽约州纽约现代艺术博物馆
- 《展览的展览》，意大利都灵城堡中的当代艺术博物馆
- 《四维》，香港香港摄影节
- 《张大力：第二次历史》，第41版阿尔分支，法兰西阿尔梵高中心
- 《十年曝光》，中国北京中央美术学院博物馆
- 《维度》，中国北京红星画廊
- 《出色的表现》，中国北京北京步伐
- 《中国的名字》，法兰西巴黎马格达·达尼斯画廊
- 《从纽约到北京：涂鸦——街头博客——刀锋与张大力》，中国北京C空间
- 《重塑历史》，中国上海OV画廊
- 《重塑历史——2000-2009年中国艺术展》，中国北京国家会议中心
- 《中国的灵魂》，法兰西巴黎马格达·达尼斯画廊

2009年
- 《追逐火焰》，纽约州纽约Klein Sun画廊[3]
- 《四联学：冲突的故事：主观性》，德国柏林DAAD画廊
- 《书法：当代中国和奇卡诺艺术中的“写作”》加利福尼亚州帕萨迪纳太平洋亚洲博物馆
- 《重塑亚洲形象》，联合王国沃尔索尔新美术馆
- 《“通往天堂的阶梯：从中国街道到纪念碑和摩天大楼》，堪萨斯城堪萨斯城艺术学院（英语：Kansas City Art Institute）
- 《中国版画》，纽约州纽约步伐图案
- 《非常的条件》，中国北京华尔艺术博物馆
- 《历史影像》，中国深圳深圳艺术博物馆
- 《碰撞》，中国北京中央美术学院博物馆
- 《改变传统》，科罗拉多州丹佛丹佛大学Victoria H. Myhren画廊
- 《从文体写作到艺术——街头艺术团体展》，中国上海18画廊

2008年
- 《通往天堂的阶梯：从中国街道到纪念碑和摩天大楼》，缅因州刘易斯顿贝茨学院美术馆
- 《多伦五年》，中国上海上海多伦现代美术馆
- 《革命还在继续：来自中国的新艺术》，联合王国伦敦萨奇博物馆
- 《洛根收藏》，加利福尼亚州圣弗朗西斯科圣弗朗西斯科现代艺术博物馆
- 《中国黄金》，法兰西巴黎马约尔博物馆
- 《张大力和沈少民》，纽约州纽约Klein Sun画廊[3]
- 《中国上世纪80年代和90年代的先锋派》荷兰格罗宁根格罗宁根博物馆
- 《光华路》，中国北京迈克尔·舒尔茨画廊
- 《精致的身体：中国超现实》，中国上海M97画廊
- 《去中国！》，荷兰格罗宁根格罗宁根博物馆
- 《重新想象亚洲：亚洲坐标》，德国柏林世界文化之家

2007年
- 《我们所有的明天：迷彩文化》，德国吕嫩堡艺术大学
- 《意外：失控》，中国北京Ku艺术中心
- 《现在的中国》，荷兰阿姆斯特丹眼镜蛇博物馆
- 《红火》，得克萨斯州休斯敦休斯敦美术博物馆
- 《三统一》，中国上海DDM
- 《中国很近》，意大利帕勒莫地中海画廊
- 《过去的未来》，中国上海东方Vista艺术收藏

2006年
- 《雷达：肯特和维姬·洛根收藏选集》，科罗拉多州丹佛丹佛艺术博物馆
- 《中国现在》，奥地利维也纳埃塞尔美术馆
- 《发烧变异》，韩国光州第6届光州双年展
- 《红星》，中国北京798厂红星画廊
- 《出色的表现》，纽约州纽约市马克斯·普罗蒂奇

2005年
- 《墙》，中国北京千年博物馆
- 《蜉蝣》，中国北京北京公社画廊
- 《现实主义的游戏》，中国北京北京公社画廊
- 《中国当代雕塑展》，荷兰斯海弗宁恩贝尔登博物馆

2004年
- 《在过去和未来之间：来自中国的新摄影和视频》，纽约州纽约国际摄影中心
- 《在过去和未来之间：来自中国的新摄影和视频》，纽约州纽约亚洲协会
- 《在过去和未来之间：来自中国的新摄影和视频》，伊利诺伊州芝加哥芝加哥大学Smart艺术博物馆
- 《在过去和未来之间：来自中国的新摄影和视频》，伊利诺伊州芝加哥现代美术馆
- 《在过去和未来之间：来自中国的新摄影和视频》，联合王国伦敦维多利亚和阿尔伯特博物馆
- 《在过去和未来之间：来自中国的新摄影和视频》，华盛顿州西雅图西雅图艺术博物馆
- 《在过去和未来之间：来自中国的新摄影和视频》，德国柏林世界文化之家
- 《在过去和未来之间：来自中国的新摄影和视频》，加利福尼亚州圣巴巴拉圣巴巴拉艺术博物馆
- 《在过去和未来之间：来自中国的新摄影和视频》，北卡罗来纳州杜拉姆杜克大学纳希尔艺术博物馆
- 《临界质量》，中国北京中国当代画廊
- 《我，我，我！》，中国北京庭院画廊

2003年
- 《洛根收藏》，科罗拉多州丹佛丹佛艺术博物馆
- 《中德艺术》，中国北京798厂
- 《罗马国际艺术节》，意大利罗马博格区艺术美体小铺

2002年
- 《来自中国的新摄影》，中国北京庭院画廊
- 中国广州广东艺术博物馆第1届广州三年展
- 中国平遥国际摄影节

2001年
- 《四合院画廊八月集团展》，中国北京庭院画廊
- 《当代中国艺术》，新加坡新加坡艺术博物馆
- 《当代中国摄影》，芬兰奥卢奥卢艺术博物馆
- 《当代中国摄影》，芬兰赫尔辛基芬兰摄影博物馆
- 《火锅》，挪威奥斯陆美术馆

2000年
- 《滚开》，中国上海东廊艺术
- 《当代中国艺术家》，法兰西艾克斯普罗旺斯壁毯博物馆
- 《思想牌碎肉机》，中国北京东四八条性能
- 《美食即艺术》，中国北京时尚俱乐部
- 《意外发现》，日本东京日本基金会亚洲中心

1999年
- 《透明度不透明度？》，意大利奥斯塔山谷
- 《思想食粮》，荷兰埃因霍温
- 《伦敦的北京》，联合王国伦敦ICA
- 《HSIN: 看得见的精神》，加利福尼亚州赛普里斯赛普里斯学院和卑诗省太空馆
- 《世界是你的！》，中国北京性能设计博物馆
- 《揭露现实——中国当代摄影》，泰国曼谷朱拉隆功大学博物馆
- 《中国当代摄影》，纽约州雷德胡克巴德学院

1998年
- 《中国艺术家团体展》，联合王国伦敦中国当代画廊
- 《中国当代摄影》，纽约州纽约雷曼学院
- 爱沙尼亚塔林第11届塔林三年展
- 《都市》，中国北京王寿山寺美术馆

1997年
- 《W²+Z²-多媒体和视频展览》，中国北京国立美术学院美术馆

1995年
- 《地球的形成》，意大利都灵歌德学院画廊

1993年
- 《不受欢迎的艺术》，意大利博洛尼亚Navile空间文化
- 《国际区》，意大利博洛尼亚霓虹画廊

1992年
- 《中国艺术家集体》，意大利帕多瓦密封画廊

1991年
- 《纸上绘画》，意大利费拉拉欧盟馆

1989年
- 《北京水墨沙龙》，中国北京首都博物馆

1987年
- 《三人秀》，中国北京孙逸仙公园

## 书目
- Zhang Dali Demolition & Dialogue [Paperback] published by Courtyard Gallery, Beijing. Editor: Meg Maggio, 1999
- Q & A: Zhang Dali interview, CNN, Dec 11, 2006 （页面存档备份，存于）
- Archive of Chinese Avant Garde Art, Cornell University （页面存档备份，存于）
- Wu Hong, Zhang Dali's Dialogue: Conversation with a City in Public Culture - Vol.12, No.3, Fall 2000, pp. 749–768 accessed at  （页面存档备份，存于） - subscription only
- Maurizio Marinelli, 'Walls of Dialogue in the Chinese Space', China Information, No. 18, 2004, pp. 429–462. Available at: http://cin.sagepub.com/content/18/3/429.refs or at: http://www.homeshopbeijing.org/blog/wp-content/uploads/2009/03/marinelli_bj-dialogue_i.pdf （页面存档备份，存于）
- Maurizio Marinelli, 'Civilising the Citizens: Political Slogans and the Right to the City', Portal, Vol. 9, No. 3, 2012, http://epress.lib.uts.edu.au/journals/index.php/portal/article/view/2540 （页面存档备份，存于）